# Мойынтогай
Мойынтогай-1, Мойынтогай-2 (каз. Мойынтоғай), в литературе советского периода Муюн-Тогай или Муюнтогай, два древних могильника, расположены в Алматинской области, в долине среднего течения реки Чарын, вдоль автомобильной дороги Чунджа—Алматы (E012), примерно в 200 км от Алма-Аты. Исследовались в 1956 году Семиреченской археологической экспедицией под руководством Е. И. Агеевой. Могильник Мойынтогай-1 содержит 25 курганов, протянувшихся с северо-востока на юго-запад; из них раскопаны 12 курганов и одна овальная каменная выкладка между курганами № 15 и 16, не содержавшая, как оказалось, захоронения. Диаметр курганов 3—10 м, высота 0,1—0,7 метра. Из 81 кургана в Мойынтогай-2 исследованы десять. Их диаметр 3—20 м, высота 0,1—0,5 метра. Нижняя часть некоторых курганов выложена камнями. В четырёхугольных захоронениях найдены человеческие останки, бараньи кости, фрагменты керамики, железные ножи, бронзовые украшения, бусы из камня и стекла. Датируется усуньским периодом (4 в. до н. э. — 1 в. н. э.).

### Комментарии
1. ↑  В [КНЭ, 2006] ошибочно указано расстояние 20—24 км.
2. ↑  [КНЭ, 2006] ошибочно указывает 125.
3. ↑  В [КНЭ, 2006] ошибочно указаны 13 расчищенных курганов.
4. ↑  В [КНЭ, 2006] ошибочно 0,1—1,5 м.